# ティーンスピリット (映画)
『ティーンスピリット』（Teen Spirit）は2018年のアメリカ合衆国・イギリスのドラマ映画。俳優マックス・ミンゲラの初監督作品で、出演はエル・ファニングとズラッコ・ブリッチなど。

## ストーリー
ヴァイオレット・ヴァレンスキは田舎町に暮らす内気な少女であったが、いつの日にかスター歌手になることを夢見ていた。ヴァイオレットが歌に賭ける情熱は並大抵のものではなかったが、それは単に歌が好きだからというわけではなかった。ヴァイオレットはスターになることで閉鎖的な家庭環境から脱出することを願っていたのである。そんなある日、ヴァイオレットはテレビのオーディション番組に出演することを決意した。

## キャスト
- ヴァイオレット・ヴァレンスキ: エル・ファニング
- ヴラド: ズラッコ・ブリッチ（英語版）
- ジュールズ: レベッカ・ホール
- マーラ: アグニェシュカ・グロホフスカ（英語版）
- ロキシー: クララ・ルガード（英語版）
- アナステイジア: ミリー・ブレイディ
- リサ: オリヴィア・グレイ（英語版）
- ケイヤン・スピアーズ: ルアリー・オコナー（英語版）
- ルーク: アーチー・マデクウィ
- ロロ: ジョーダン・スティーヴンス（英語版）
- ルイーズ: ウルスラ・ホリデー

## 製作
2017年1月30日、俳優のマックス・ミンゲラが映画監督デビューを果たすと報じられた。2月10日、エル・ファニングが本作に出演することになったとの報道があった。7月11日、本作の主要撮影がロンドンで始まった。

## 公開・興行収入
2018年9月5日、本作の劇中映像が初めて公開された。6日、ライオンズゲートが本作の全英配給権を購入したと報じられた。7日、本作は第43回トロント国際映画祭でプレミア上映された。8日、LDエンターテインメントが本作をアメリカで配給することになったとの報道があった。
2019年4月12日、本作は全米4館で限定公開され、公開初週末に4万3620ドル（1館当たり1万905ドル）を稼ぎ出し、週末興行収入ランキング初登場43位となった。

## 評価
本作は批評家から好意的に評価されている。映画批評集積サイトのRotten Tomatoesには129件のレビューがあり、批評家支持率は71%、平均点は10点満点で6.20点となっている。サイト側による批評家の見解の要約は「『ティーンスピリット』のストーリーには既視感を覚える。しかし、マックス・ミンゲラ監督は題材とエル・ファニングの好演を上手に結びつけており、それが良い効果をもたらしている。」となっている。また、Metacriticには24件のレビューがあり、高評価は8件、賛否混在は15件、低評価は1件、加重平均値は57/100となっている。